# Una ragazza piuttosto complicata
Pour plus de détails, voir Fiche technique et Distribution.
Una ragazza piuttosto complicata est un giallo italien réalisé par Damiano Damiani, sorti en 1969.
Il s'agit d'une adaptation du roman La marcia indietro d'Alberto Moravia.

## Synopsis
Le jeune et beau Alberto surprend une conversation téléphonique entre deux femmes, une soi-disant interférence, comme c'était parfois le cas avec la téléphonie analogique à l'époque, découvrant qu'il existe entre elles une affinité qui va au-delà de l'amitié normale. Intrigué par cette situation très particulière, il décide de faire la connaissance de l'une d'entre elles, jeune et aisée, mais aussi ennuyeuse et un brin malicieuse, devenant sa petite amie et la complice de ses excentricités. Les problèmes surgissent lorsque l'autre femme tente de rompre leur relation.

## Fiche technique
- Titre original italien : Una ragazza piuttosto complicata[1]
- Réalisation : Damiano Damiani
- Scénario : Damiano Damiani, Alberto Silvestri et Franco Verucci d'après La marcia indietro d'Alberto Moravia
- Photographie : Roberto Gerardi
- Musique : Fabio Fabor
- Pays d'origine : Italie
- Format : Couleurs - Mono
- Genre : Giallo
- Durée : 100 minutes
- Date de sortie : 
  - Italie : 1er février 1969
  - France : 15 mai 2022 (Cinémathèque française[2])

## Distribution
- Catherine Spaak : Claudia
- Jean Sorel : Alberto
- Florinda Bolkan : Greta
- Gigi Proietti : Pietro
- Sergio Graziani